# Академия Юэлу

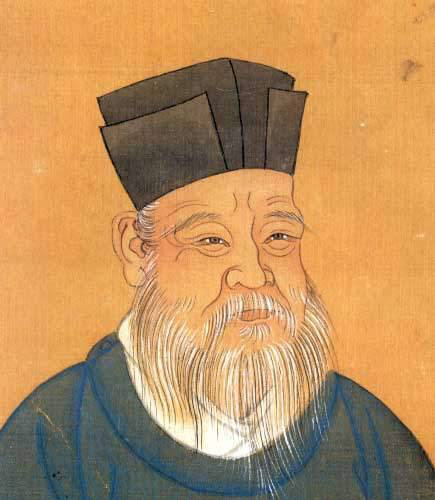
Чжу Си

Академия Юэлу (кит. трад. 嶽麓書院, упр. 岳麓书院, пиньинь Yuèlǔ Shūyuàn) находится у подножья горы Юэлу в городе Чанша провинции Хунань (Китай) на западном берегу реки Сянцзянь. Это была одной их самых престижных академий в Китае на протяжении 1000 лет. Академия была образована в период северной династии Сун. В 1903 году академия была реорганизована в университет, в 1926 году получила название Хунаньский университет.

## История

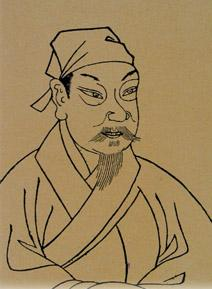
Чжан Ши

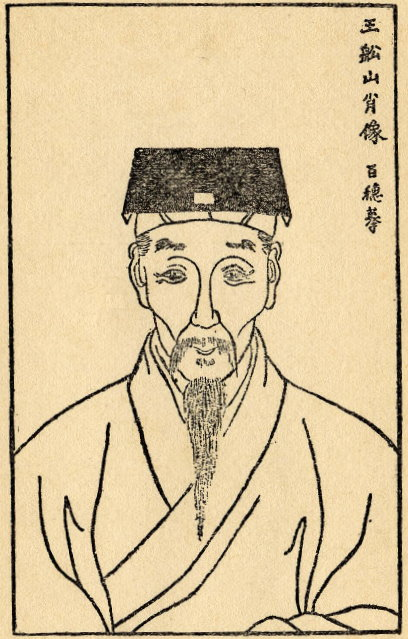
Ван Фучжи

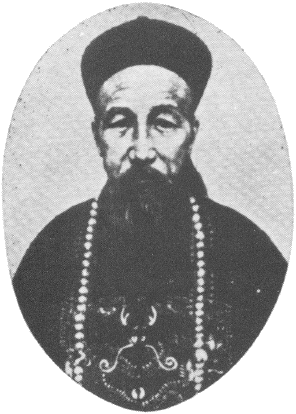
Цзэн Гофань

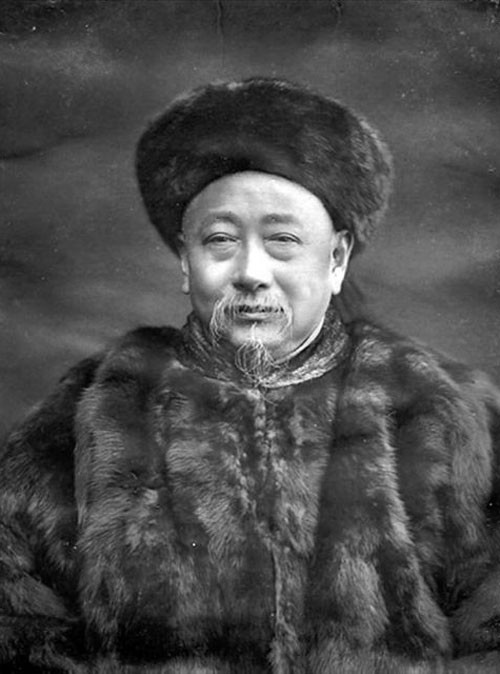
Го Сунтао

Академия Юэлу была образована в 976 году, на девятый год северной династии Сун при императоре Тай-цзу (960—976), и стала одной из четырёх знаменитых академий Шуюань(書院). Здесь преподавали знаменитые конфуцианцы Чжу Си и Чжан Ши.
Во время династии Цин (1644—1911) Академия поддерживала аскетическую философию самоанализа и преданности идее спасения мира от упадка недавних времён. Академия оставалась верной неоконфуцианской традиции династии Сун, которая провозглашала моральное самосовершенствование, общественную солидарность и социальную иерархию.
Среди выпускников школы были знаменитые Ван Фучжи и Янь Жуи. Но к началу 19-го века ученые Академии занялись также практическими науками, как военная инженерия, политическая экономия, водоснабжение и управление администрацией. В начале XIX века выпускники образовали так называемую «сеть мессианских выпускников», в которую входил Тао Чжу, реформировавший систему транспортировки зерна и соляную монополию; географ Вэй Юань, систематизировавший западную географию, Бао Шичэнь, реформировавший систему управления, Цзэн Гофань, архитектор реставрации Тунчжи — попытки восстановить мощь династии Цин. В число выпускников более позднего 19-го века входят военный политик Цзо Цзунтан, Ху Линьи, Го Сунтао, первый посол Китая за границей; Цай Э, главный военачальник Китайской Республики.
В 1903 году академия стала университетом, а в 1926 году она была официально названа университетом Хунань.
Академия является единственной из древних китайских академий классического обучения, которая преобразовалась в современное высшее учебное заведение. Уже как часть университета Хунань, сегодня академия является центром многочисленных публикаций и исследований.
В 1988 году академия включена в список «Основные национальные историко-культурные объекты в Хунани» Государственным советом Китая.

## Галерея

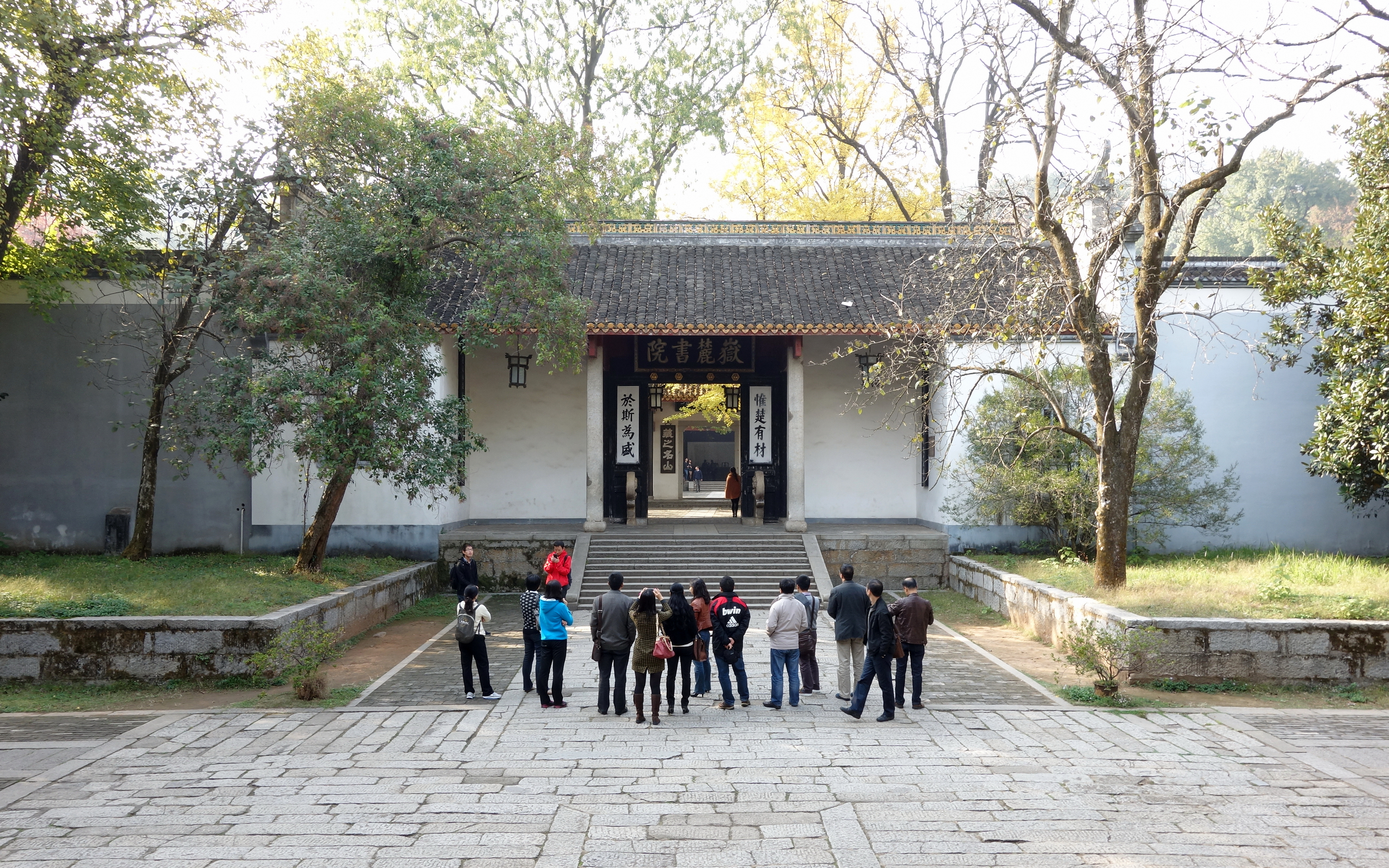
Вход в Академию Юэлу
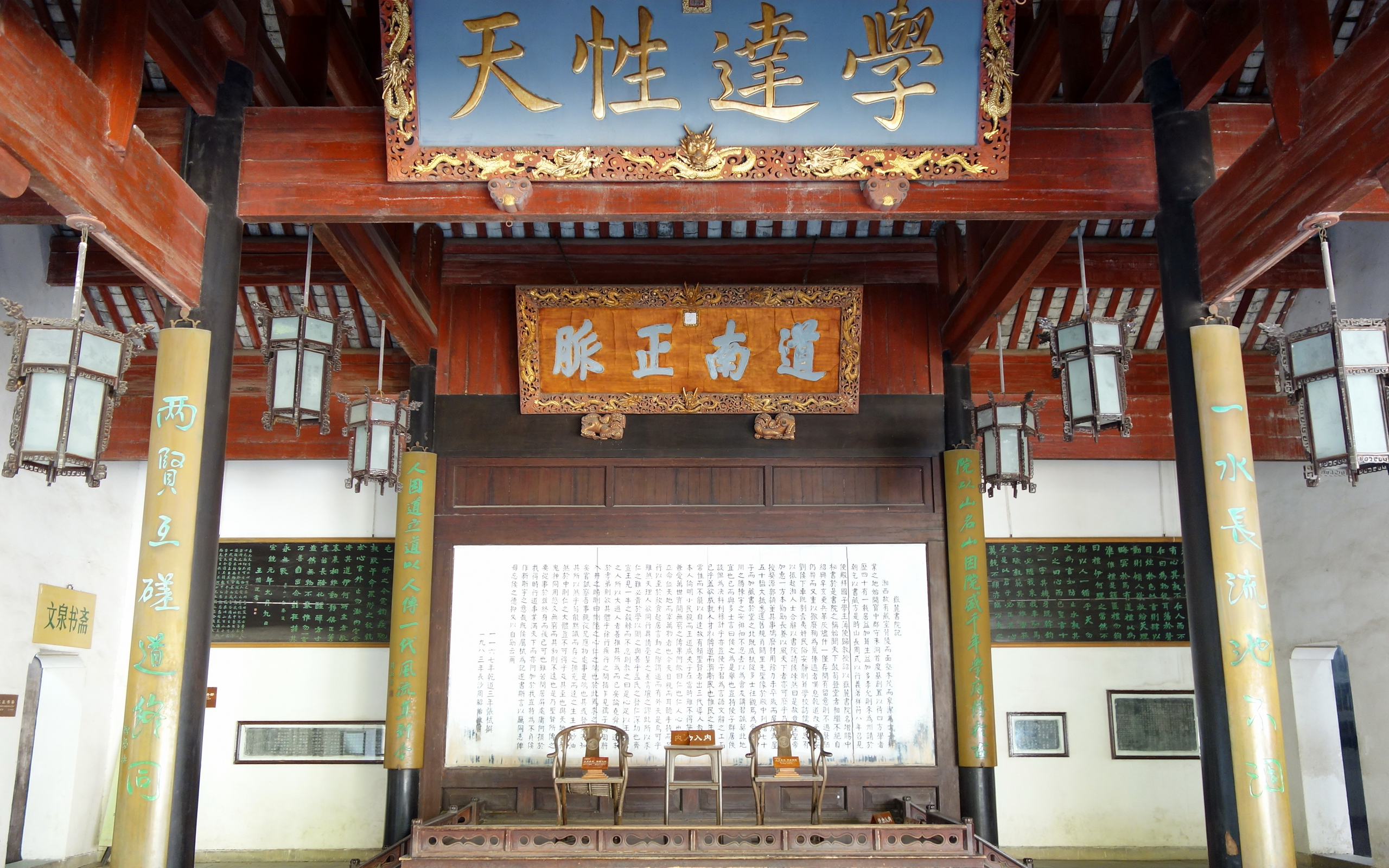
Лекционный зал
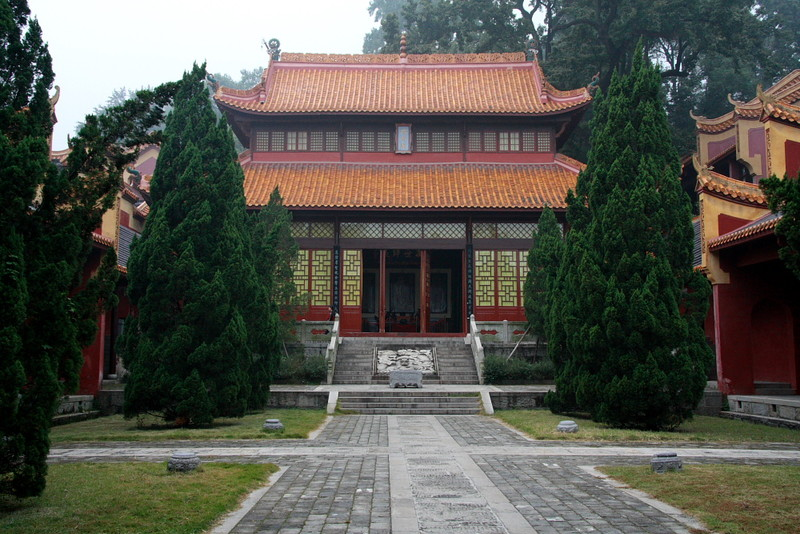
Храм Конфуция
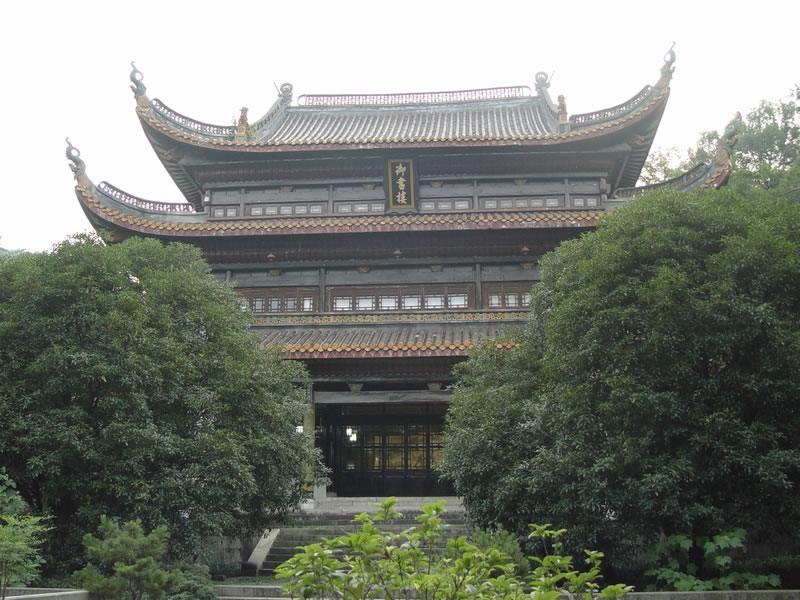
Академия Юэлу
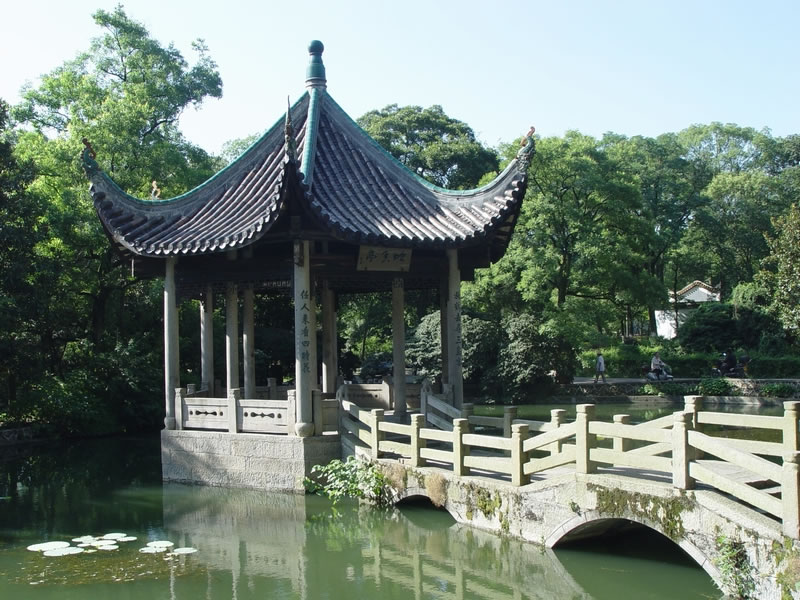
Павильон
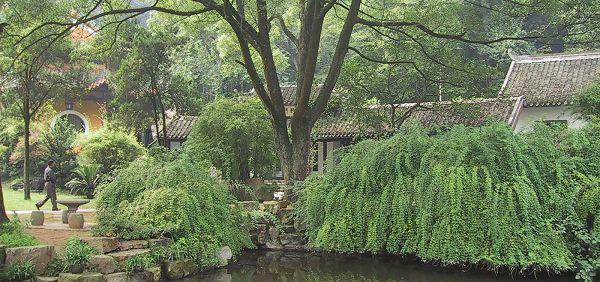
Пруд академии
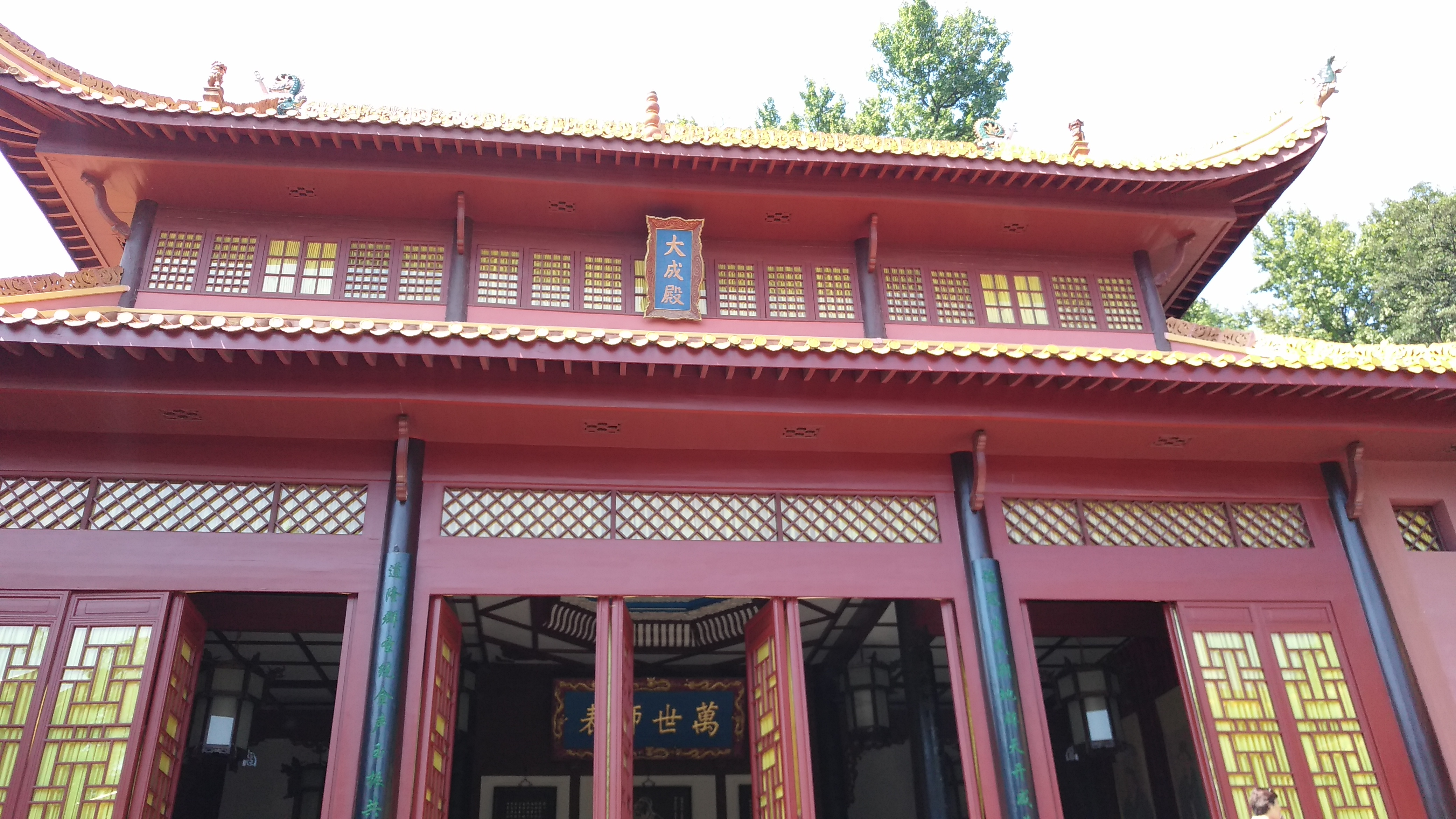
Зал Дачэн
Архив Юэлу